# Uromunna sheltoni
Uromunna sheltoni är en kräftdjursart som först beskrevs av Brian Frederick Kensley 1977.  Uromunna sheltoni ingår i släktet Uromunna och familjen Munnidae. Inga underarter finns listade i Catalogue of Life.